# Tempest (firma)
Tempest, a.s. je slovenská společnosť působící v odvětví informačních technologií. Založil ji v roce 1992 Ing. Peter Kotuliak, absolvent Fakulty elektrotechniky a informatiky, Slovenská technická univerzita v Bratislavě. Firma postupně rostla a v roce 2016 v ni pracuje 300 zaměstnanců. V Česku má pobočku na Praze 2.
V roce 2005 proběhla fúze s firmou UNIT.

## Ocenění pro firmu
- 2007: Gold Partner firmy Check Point Software Technologies [3]
- 2010: V roce 2004 to bylo 19. místo,[4] a v roce 2010 se firma Tempest umístila na 4. místě žebříčka Deloitte Technology Fast 50 in Central Europe v kategorii středoevropských firem s obratem nad 25 milionů eur, tzv. "Big 5".[5]

- 2012 - 2015: Nejlepším partnerem firmy EMC (světový lídr v oblasti datových úložisk) je Tempest 4 roky po sobě od roku 2012 do 2015.[6][7][8]

- 2015
  - V roce 2015 se Tempest stal největším komerčním partnerem Hewlett-Packard na Slovensku.[9]
  - nejlepší partner v SR firmy Fortinet v síťových odvětvích za rok 2015.[10]

## Významné projekty
- Univerzitní knihovna v Bratislavě - vybudování celonárodního digitálního archivu
- Mondi SCP - obnova centrální infrastruktury
- Nay Elektrodom - zavedení Manažerského informačního systému [11]
- Slovak Telekom - Magio, IT infrastruktura a monitoring [12]
- Stredoslovenská energetika - relokácia datacentra, konsolidácia IT
- Národní dálniční společnost - Komplexní informační systém [13]
- Nadace Slovenské spořitelny - interaktívní vzdělávací platforma - projekt získal ocenění Microsoft Industry Awards [14]
- UniCredit Bank - zavedení Business Continuity Management (BCM)

## Významní klienti
Mezi významné klienty firmy patří:
- ČSOB, a.s.
- ING Bank
- Tatra banka
- Všeobecná úverová banka, a.s.
- Rozhlas a televízia Slovenska
- Slovenská pošta, a.s.
- SkyToll, a.s.
- Slovenská technická univerzita v Bratislavě
- Ekonomická univerzita v Bratislave
- Ministerstvo dopravy, výstavby a regionálneho rozvoja
- Ministerstvo vnútra Slovenskej republiky
- Ministerstvo financií SR
- U. S. Steel Košice
- Johnson Controls International
- Slovnaft, a.s.
- Volkswagen Slovakia, a.s.
- Slovenské elektrárne, a.s.

## Konference o informační bezpečnosti
Každý rok firma organizuje konferenci o informační bezpečnosti za účasti domácích a zahraničních expertů, v roce 2015 byl 10. ročník v hoteli Sheraton Bratislava.